# Дельфіній (рослина)
Дельфі́ній, цар-зі́лля, остріжки, сокирки́ (Delphinium) — рід багаторічних трав'янистих рослин родини жовтецевих (Ranunculaceae).

## Загальна біоморфологічна характеристика

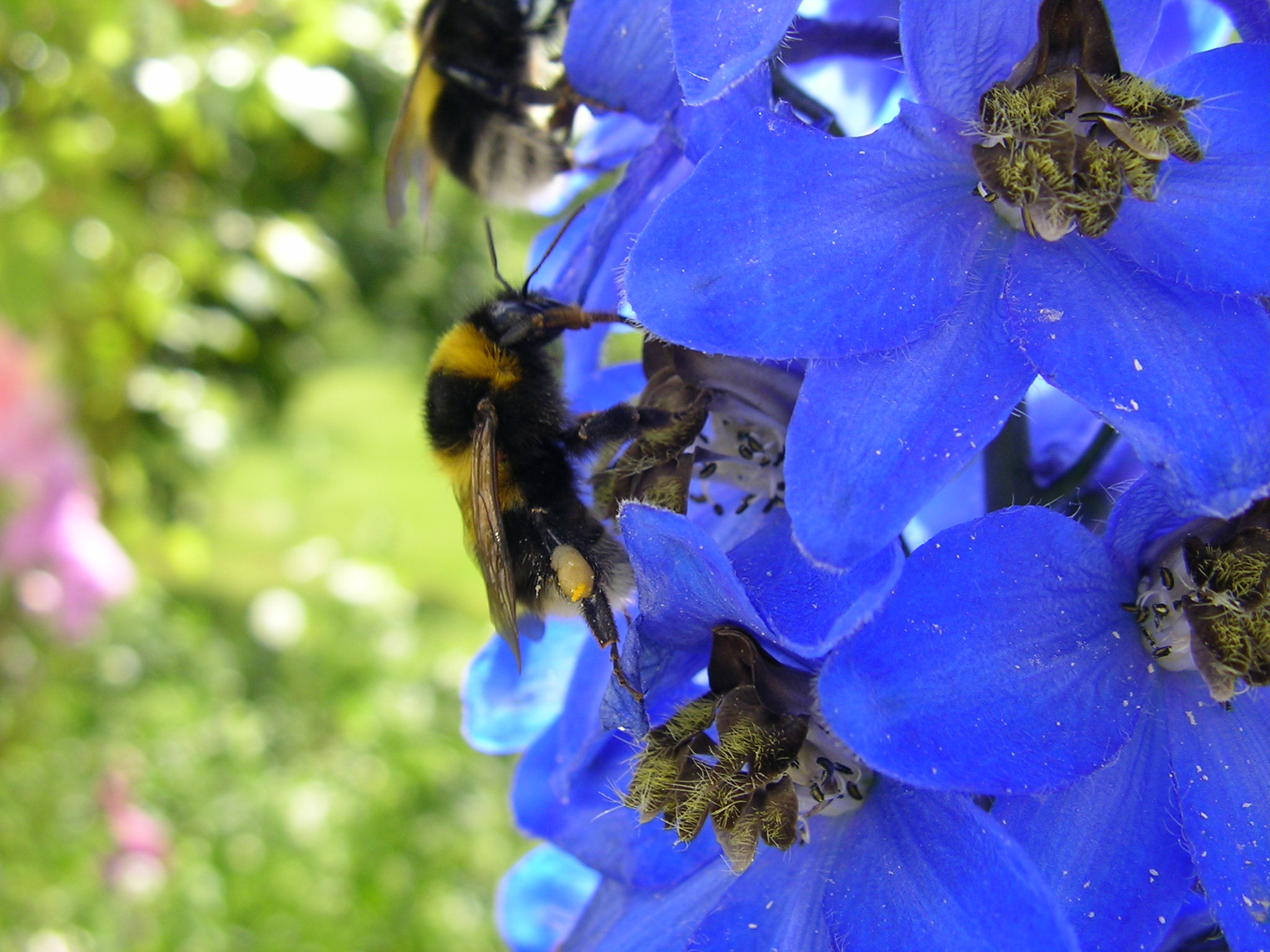
Джмелі запилюють квітки дельфінію

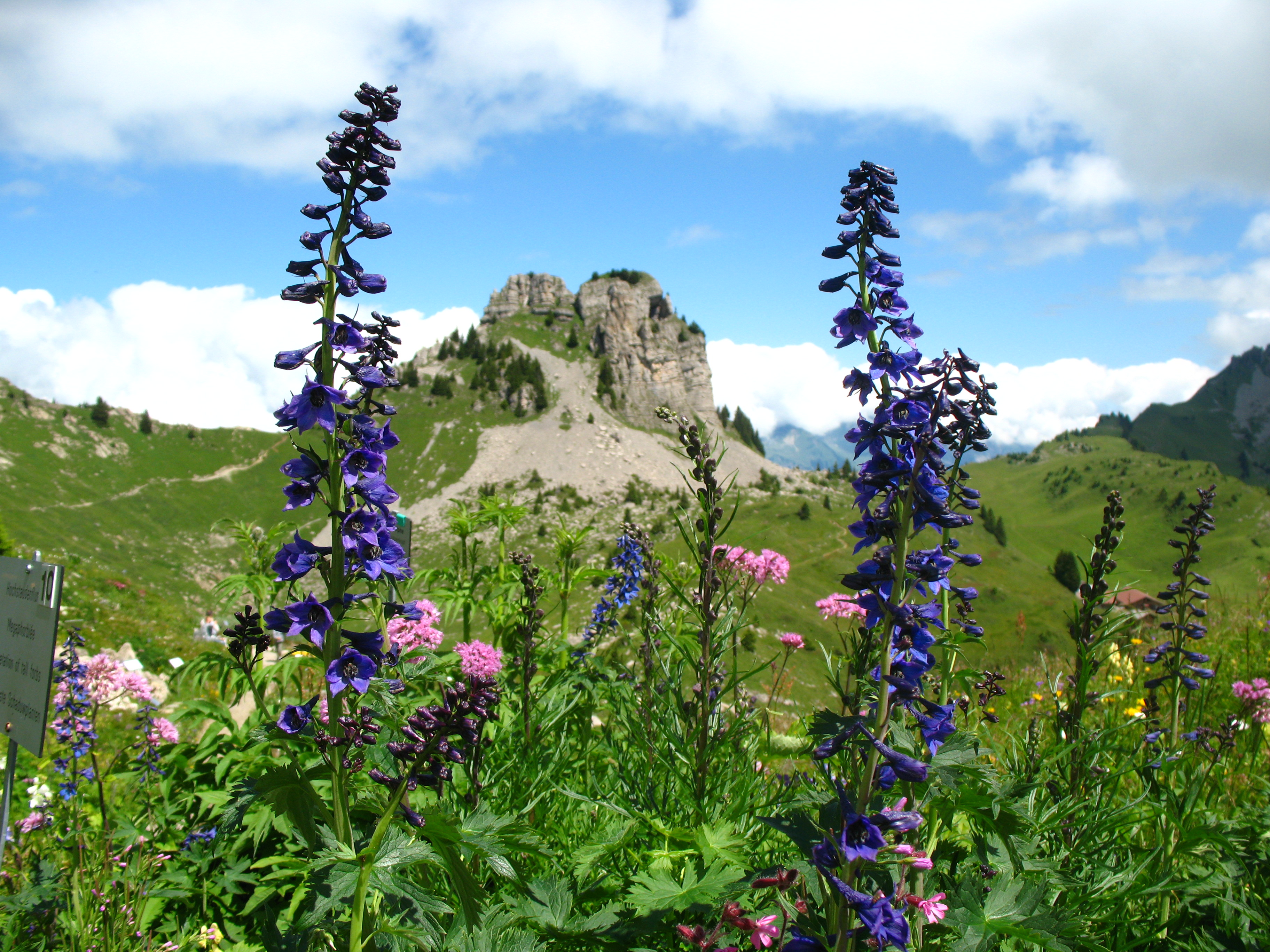
Delphinium elatum у Швейцарії

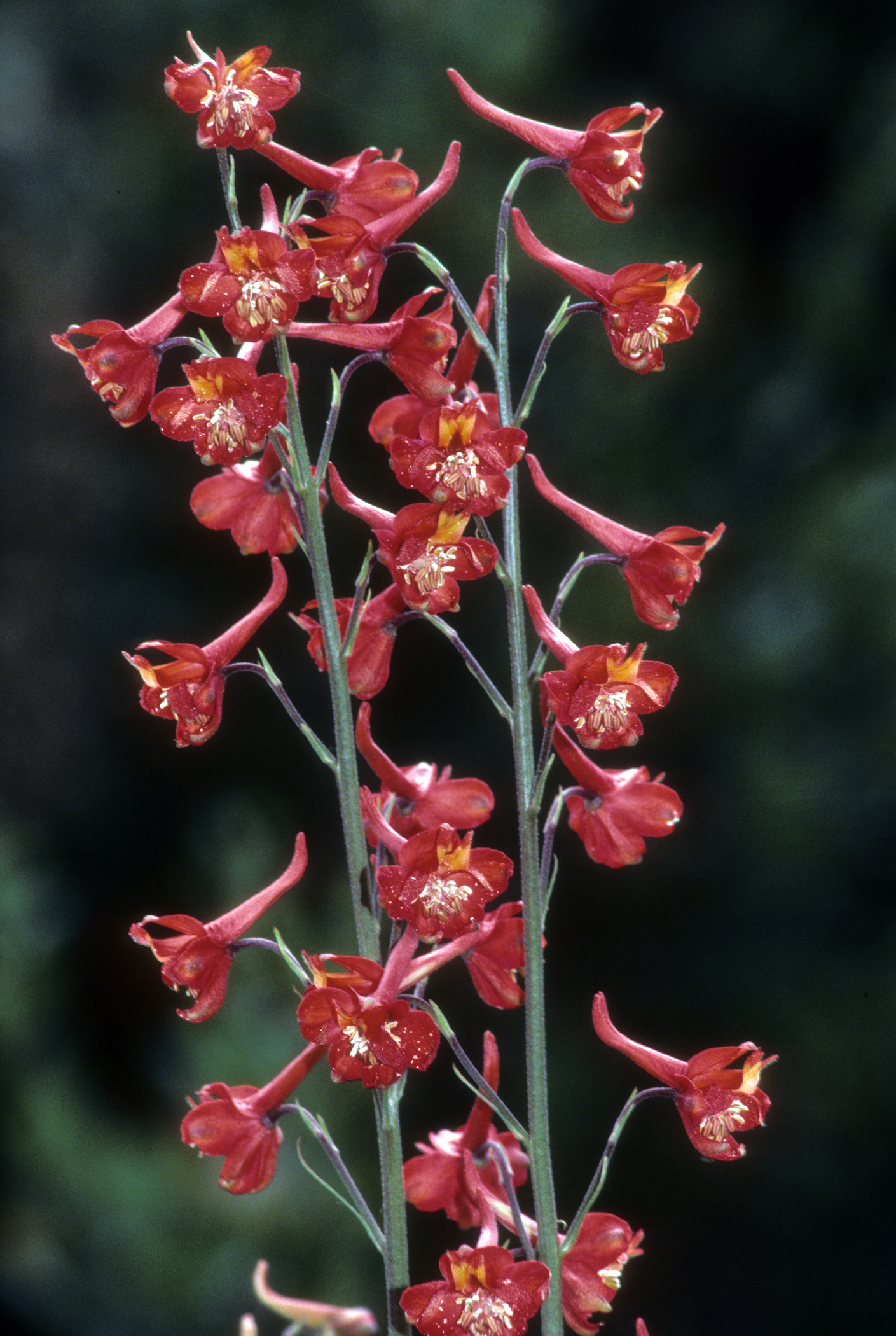
Delphinium cardinale

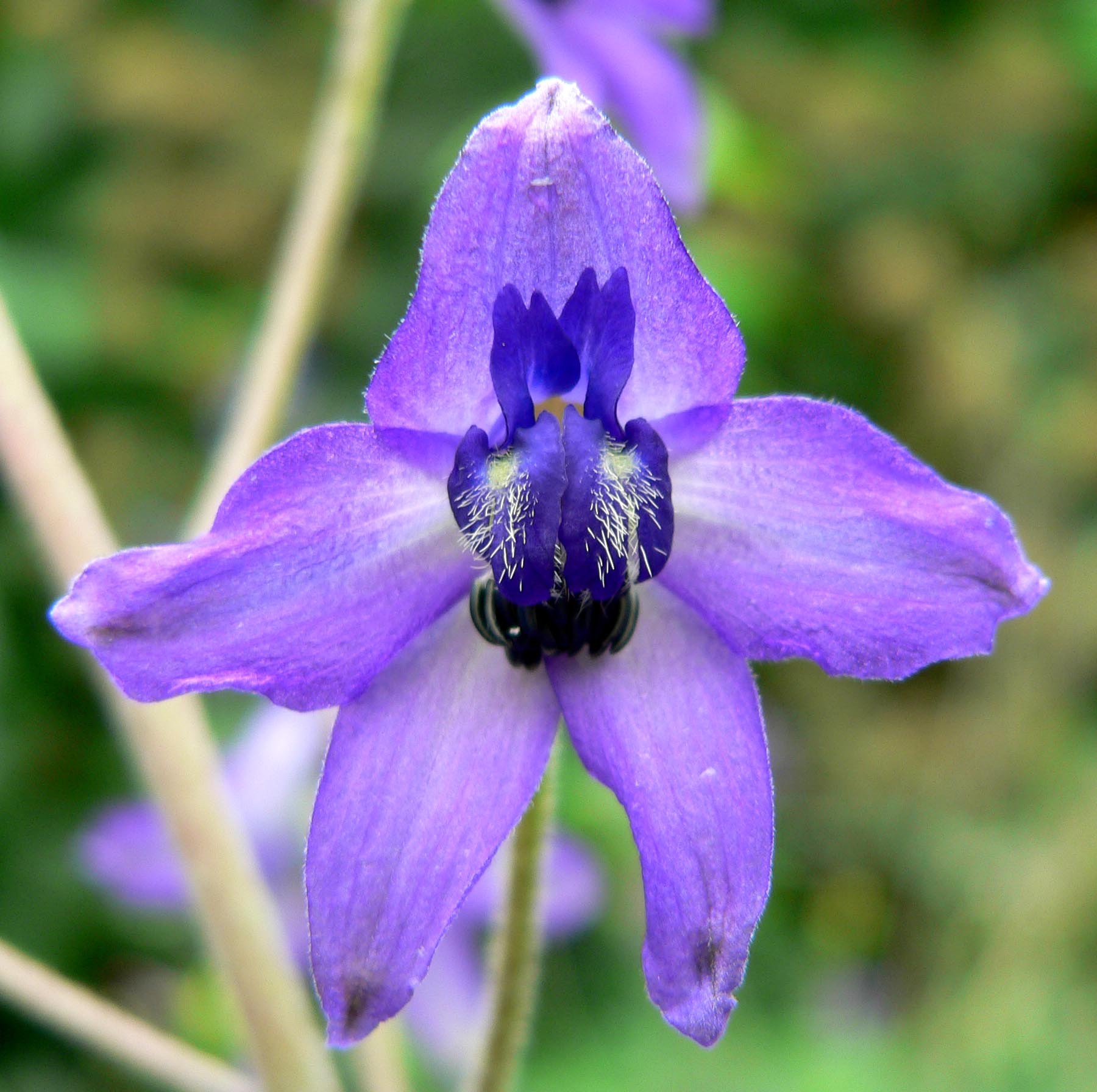
Квітка Delphinium ceratophorum

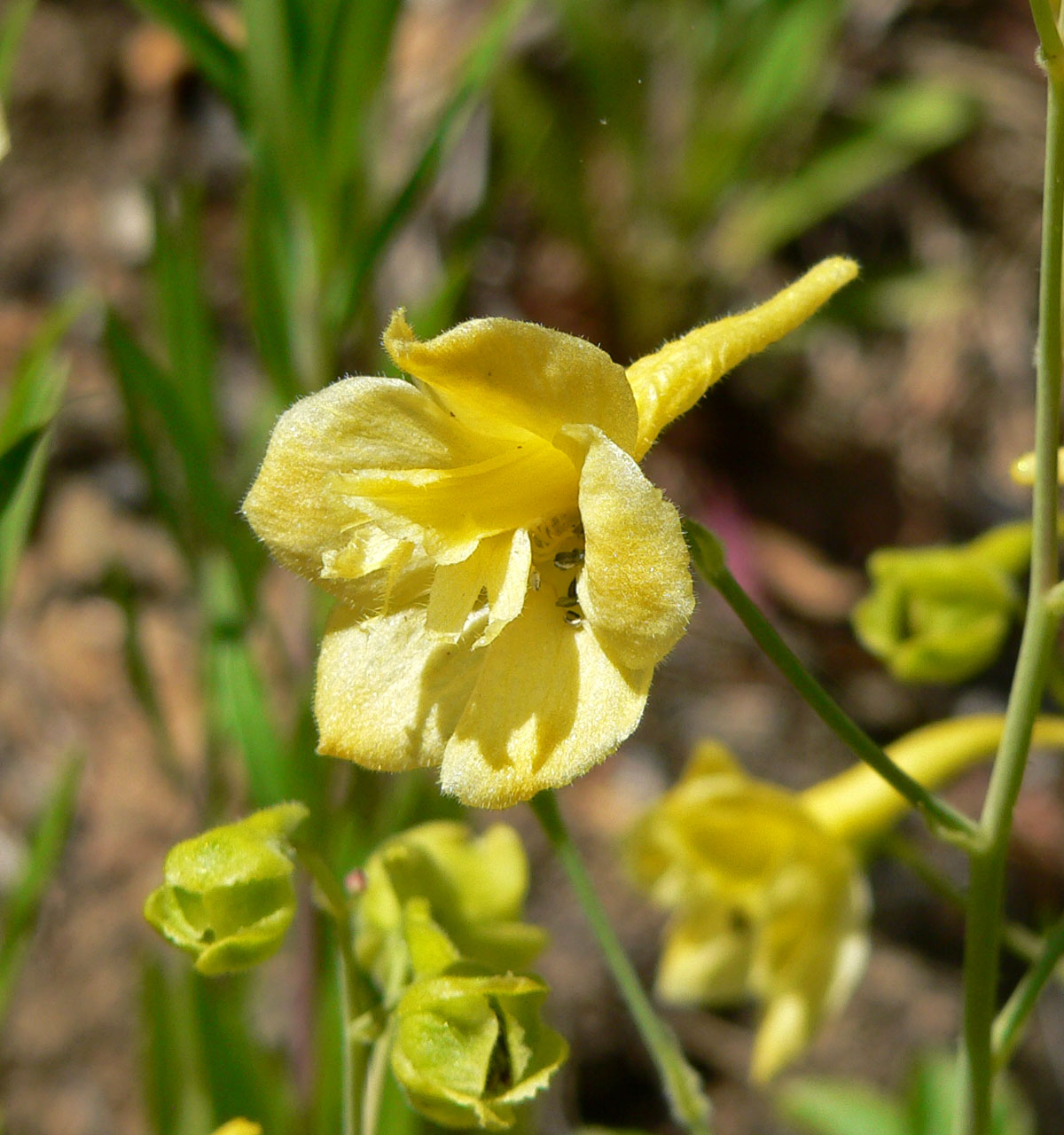
Квітка Delphinium luteum

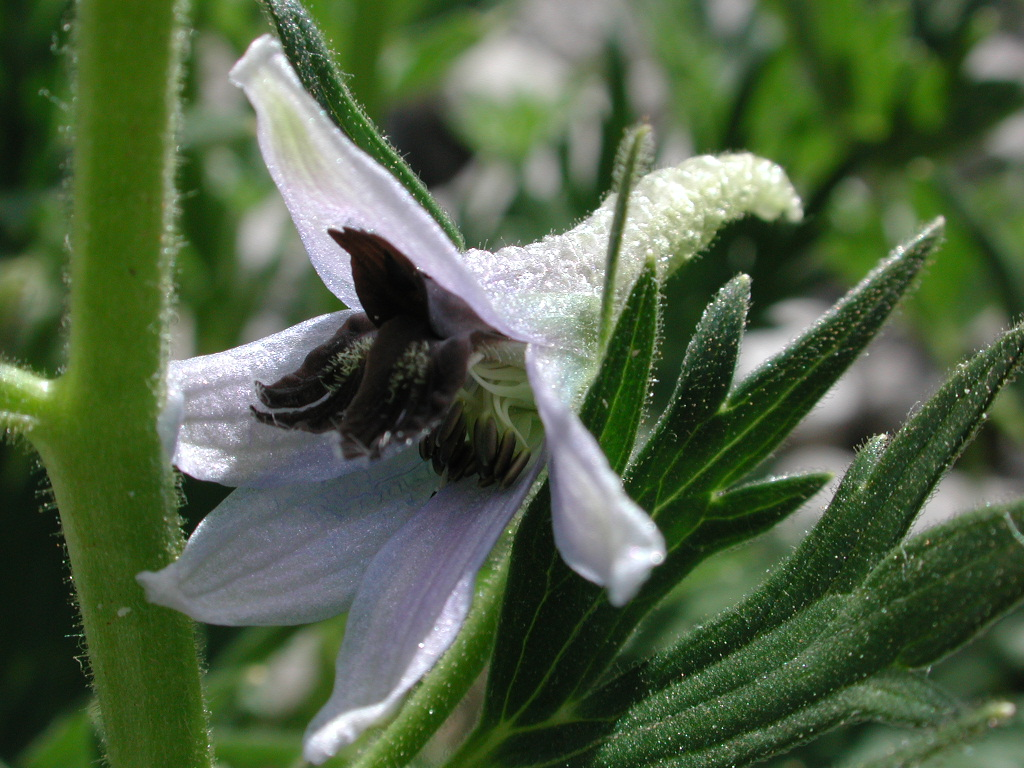
Квітка Delphinium montanum

Листя пальчасто-розсічене; квітки обох статей, в гроноподібних або волотистих суцвіттях, неправильні, великі, здебільшого сині, блакитні, фіолетові; оцвітина з 5 пелюсток, верхня з них зі шпоркою. Запилюються джмелями (у двох північно-американських видів — колібрі). Плід з 1 або 3-5 листівок.

## Види
За різними оцінками рід включає від близько 250 до понад 450 видів (Див. Список видів роду Дельфіній). Однорічні види дельфінію часто виділяють в рід Сокирки (Consolida).

## Поширення
Поширені в Північній півкулі, а також у горах Субсахарської Африки. В Україні 8 видів.

## Застосування
Широко розповсюджений дельфіній високий (Delphinium elatum), що зростає по лісах, чагарниках, луках містить, як і деякі інші види, глюкоалкалоїд дельфіній, алкалоїд елатин та інші, що використовуються у медицині. Він також є ефективним інсектицидом. Багато видів дельфініїв розводять як декоративні рослини.

## Охорона у природі
До Червоного списку МСОП включені 3 види дельфінію:
1. Delphinium caseyi — має статус «на межі зникнення».[5]
2. Delphinium iris — має статус «на межі зникнення».[6]
3. Delphinium munzianum  — має статус «на межі зникнення».[7]

5 видів входять до Червоної книги України:
1. дельфіній високий (Delphinium elatum L. (incl. Delphinium nacladense Zapał. = Delphinium elatum subsp. nacladense (Zapał.) Holub))
2. дельфіній Палласа (Delphinium pallasii Nevski (Delphinium fissum auct. non Waldst. et Kit.; Delphinium fissum Waldst. et Kit. subsp. pallasii (Nevski) Greuter et Burdet))
3. дельфіній руський (Delphinium rossicum Litv. (Delphinium cuneatum auct. non Steven ex DC.))
4. дельфіній Сергія (Delphinium sergii Wissjul. (Delphinium schmalhausenii auct. non Albov))
5. дельфіній яскраво-червоний (Delphinium puniceum Pall. (Delphinium hybridum Steven ex Willd. subsp. puniceum (Pall.) Schmalh.; Deidropetala punicea (Pall.) Galushko))